# Набоб
Набо́б или наваб (англ. nabob, фр. nabab, искажённое от наваб) — титул правителей некоторых провинций Восточной Индии в империи Великих Моголов. Помощник или заместитель субадара (наместника, правителя провинции); иногда — наместник (правитель) провинции (области). С началом распада Могольской империи в первой половине XVIII в. навабы многих провинций (Бенгалии, Аркота, Ауда и др.) стали фактически независимыми князьями.
После падения этой империи титул набоба сохранили те правители, которые подчинились британскому владычеству в качестве вассалов. Как почётное звание его стали давать богатым и знатным индийцам.
В переносном смысле (в Великобритании и Франции со второй половины XVIII в.) набобом стали называть человека, разбогатевшего в колониях, главным образом в Индии. Позже набобом стали иронически называть любого быстро разбогатевшего человека, выскочку, который ведёт праздный, расточительный или экстравагантный образ жизни.